# 清浄院 (さいたま市)
清浄院（しょうじょういん）は、埼玉県さいたま市北区吉野町一丁目にある真言宗智山派の寺院。

## 歴史
創建年代は不明である。寺伝によると、当地の庄屋「岸将監」が自分の屋敷内に庵を建てて、行基作と伝えられる阿弥陀如来像を安置し、僧侶を配置したのが当寺の起源である。
その後、1574年（天正2年）に現在地に移転した。これまで開基の岸将監が庄屋だったこともあり、「庄屋坊」と呼ばれていたが、この時に「清浄院」の名称が定められた。
当寺の寺宝で埼玉県の文化財に指定されている「絹本着色両界曼荼羅」は、同市同区今羽町にあった廃寺「三明院」から移されたものである。

## 文化財
- 絹本着色両界曼荼羅（埼玉県指定有形文化財 昭和33年3月20日指定）[2]
- 清浄院のサルスベリ（さいたま市指定天然記念物 昭和61年2月7日指定）[3]

## 交通アクセス
- 今羽駅より徒歩8分。